# Геронтокрация
Геронтокра́цията (от гръцки: γέρων, „старец“, и κράτος „власт“) е форма на олигархично управление, при която управляват ръководители, значително по-стари от възрастното население.
Концепцията е известна в Древна Гърция, където Платон пише: „за старите е да управляват, а за младите – да се подчиняват“, а класически пример е Герусията в Спарта. Геронтокрацията е известна и от много други култури.